# جيمي هايز (لاعب هوكي الجليد)
جيمي هايز (بالإنجليزية: Jimmy Hayes)‏ هو لاعب هوكي الجليد أمريكي، ولد في 21 نوفمبر 1989 في بوسطن في الولايات المتحدة.
توفي في تاريخ 23/08/2021.

## حياته الشخصية
توفي جيمي هايز في 23 أغسطس عام 2021 عن عمر ناهز 31 عاما، بعد أن عُثر على جثته في منزله في ميلتون، ماساتشوستس.

## وصلات خارجية
- جيمي هايز على موقع دوري الهوكي الوطني (الإنجليزية)
- جيمي هايز على موقع EliteProspects.com (الإنجليزية)
- جيمي هايز على موقع HockeyDB.com (الإنجليزية)
- جيمي هايز على موقع Hockey-Reference.com (الإنجليزية)